# Шын
Шын (в написании 1931—1941 годов — Şьn; Правда) — республиканская общественно-политическая газета на тувинском языке, издающаяся в Тыве. Газета освещает общественно-политические события, происходящие в республике, а также публикует материалы по истории и культуре тувинцев. Учредителями газеты являются правительство Тувы.
Газета выходит 3 раза в неделю. Тираж — 8 тысяч экземпляров (в 1970-е годы — 1,7 тысячи).
Газета выходит с 31 августа 1925 года. Первоначально издавалась на монгольском языке и называлась «Эрге чолээ бухий Тува/Эрге шөлээлиг Тыва» (Освобождённая Тува). В сентябре 1925 года переименована в «Тыва араттың шыны/Тьвa arattьꞑ şьnь» (Правда тувинского арата). С 1930 печатается на тувинском языке. Современное название — с января 1931 года. В 1965 году газета награждена Почётной грамотой Президиума Верховного Совета РСФСР. В 1975 году награждена орденом «Знак Почёта».